# Striga brachycalyx
Striga brachycalyx ist eine Pflanzenart aus der Gattung Striga in der Familie der Sommerwurzgewächse (Orobanchaceae).

## Beschreibung
Striga brachycalyx ist eine bis zu 70 cm hoch werdende, parasitäre, einjährige Pflanze. Sie ist schlank, in der Mitte des Stängels verzweigt, schuppig und steifhaarig behaart. Der Stängel ist vierkantig und gefurcht. Die Laubblätter sind (selten 5 bis) 20 bis 37 (selten bis 50) × 1 (selten bis 2) mm groß, linealisch, der Blattrand ist ganzrandig und die Aderung ist undeutlich. Sie stehen beinahe gegenständig, sind aufwärts gerichtet oder abstehend und sind länger als die Internoden.
Die Blüten stehen wechselständig in einem offenen, traubenförmigen Blütenstand, der kürzer als der vegetative Spross ist. Die Blüten werden von zwei Tragblättern begleitet. Die unteren Tragblätter sind 5 bis 20 × 1 mm groß, linealisch und so lang oder länger als der Kelch. Die oberen Tragblätter sind pfriemenförmig und kürzer als der Kelch.
Der Kelch ist fünfrippig, 3 bis 6 mm lang. Die Kelchröhre ist 1,5 bis 3 mm lang und mit fünf nahezu gleich geformten, linealischen, 1 bis 3,5 mm langen Kelchzipfeln besetzt. Die Kelchzipfel und die Kelchröhre haben damit etwa die gleiche Länge. Die Krone ist violett mit einem weißen Zentrum, die Kronröhre ist (selten 6 bis) 9 bis 19 mm lang, gebogen, oberhalb des Kelches erweitert und spärlich drüsig behaart. Die Lappen der Unterlippe sind 2 bis 3 (selten bis 5) × 1 bis 2 mm lang, die Spitzen der Lappen sind stumpf. Die Oberlippe ist 1 bis 2 (selten bis 4) × 2 bis 4 mm lang und eiförmig.

## Verbreitung
Striga brachycalyx ist in West- und Zentralafrika verbreitet und dort von der Elfenbeinküste nach Burkina Faso, Mali, Ghana, Togo, Nigeria und im Osten bis nach Sudan bekannt. Zudem wurde die Art in der Republik Kongo gefunden. Die Art ist weit verbreitet und ist häufig in dichten Beständen in Savannen zu finden. Obwohl die Art recht häufig ist, werden Kulturpflanzen nicht von ihr befallen.